# 4250 Перун
4250 Перун (4250 Perun) — астероїд головного поясу, відкритий 20 жовтня 1984 року.
Тіссеранів параметр щодо Юпітера — 3,193.